# Joseph von Cloßmann

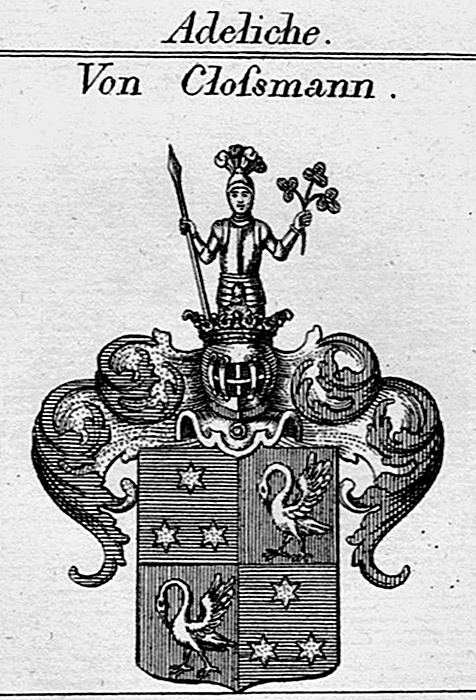
Familienwappen

Johannes Joseph Cloßmann, seit 1790 von Cloßmann (* 7. Juni 1755 in Mannheim; † 19. Januar 1826 in Karlsruhe) war ein badischer Generalleutnant und Gouverneur von Karlsruhe.

## Leben

### Herkunft
Joseph Cloßmann war der dritte Sohn des kurpfälzischen Hofkammerrates zu Mannheim Georg Cloßmann (1731–1787) und dessen Ehefrau Leopoldine, geborene Hartmann (* 1785). Für seine Verdienste wurde der Vater durch den pfalz-bayerischen Kurfürsten Karl Theodor am 25. Mai 1790 in den erblichen Reichs- und Kurfürstlich pfälzischen Adelsstand erhoben.

### Militärkarriere
Cloßmann diente ab seinem 11. Lebensjahr in der kurpfälzischen bzw. pfalz-bayerischen Armee. Im Ersten Koalitionskrieg befehligte er als Major das kurpfälzische Feldjäger-Bataillon und führte am 18. September 1794, unter dem Kommando des späteren Generalfeldmarschalls von Blücher, zusammen mit dem preußischen Oberst Friedrich Wilhelm von Müffling, den Sturm auf den Battenberg an. Für seine Tapferkeit in der Schlacht bei Kaiserslautern (Nov. 1794) erhielt Cloßmann das Kurpfalz-bayerische Militär-Ehrenzeichen und den preußischen Orden Pour le Mérite. Infolge der Aufhebung des Militärehrenzeichens wurde er 1806 Ritter des neu gestifteten Militär-Max-Joseph-Ordens. Am 6. September 1802 nahm Cloßmann die Reichsstadt Schweinfurt für Bayern in Besitz.
1803 war die rechtsrheinische, kurpfälzische Heimat Cloßmanns an das Großherzogtum Baden gefallen, in dessen Militärdienste er übertrat. Cloßmann wurde Kommandeur eines Regimentes und avancierte 1805 zum Generalmajor. Im Vierten Koalitionskrieg nahm er 1807 als Kommandierender General des Badischen Kontingents an der Belagerung Kolbergs und an der von Danzig teil. Für die Erstürmung von Dirschau am 23. Februar des Jahres erhielt Cloßmann das Komturkreuz des Militär-Karl-Friedrich-Verdienstordens. Nach Beendigung des Feldzuges und Rückkehr in die Heimat zeichnete man ihn 1807 mit dem Großkreuz des Ordens aus. Er wurde Generalleutnant, Kommandeur des Leib-Infanterie-Regiments und Militärgouverneur der badischen Hauptstadt. 1823 pensioniert, verstarb Cloßmann hier 1826.

### Familie
Cloßmann war seit 1787 mit Christine Minet (1755–1835) verheiratet. Aus der Ehe gingen folgende Kinder hervor:
- Wilhelm (1788–1855), badischer Generalmajor und Kommandant von Rastatt
- Maria Gertrud (1792–1868) ⚭ Theodor August Seutter von Lötzen, badischer Generalleutnant und Gouverneur der Bundesfestung Rastatt
- Josef (1794–1835), badischer Hauptmann ⚭ Marie Böcklin von Böcklinsau (1801–1835)